# Đỗ Kim Tuyến
Đỗ Kim Tuyến (sinh ngày 19 tháng 1 năm 1958) là một Trung tướng Công an nhân dân Việt Nam, Anh hùng lực lượng vũ trang nhân dân Việt Nam và chính trị gia người Việt Nam. Ông nguyên là Phó Tổng cục trưởng Tổng cục Cảnh sát Nhân dân Việt Nam kiêm Cục trưởng Cục Cảnh sát hình sự, Phó Giám đốc Công an thành phố Hà Nội, Đại biểu Quốc hội khóa 13 (2011-2016) tại khu vực bầu cử số 2, thành phố Hà Nội.

## Xuất thân
Ông quê quán ở xã Tán Thuật, huyện Kiến Xương, tỉnh Thái Bình.

## Giáo dục
- Tiến sĩ Luật học

Đỗ Kim Tuyến được đào tạo chính quy - Học viên Khoá D1 của Học viện Cảnh sát Nhân dân ; từ chiến sĩ trở thành lãnh đạo đơn vị trực tiếp chiến đấu chống các tội phạm nguy hiểm; bảo vệ thành công luận án Tiến sĩ về Luật học (đề tài: Đấu tranh phòng, chống tội cướp tài sản trên địa bàn Hà Nội) tại Trường Đại học Luật Hà Nội.

## Sự nghiệp
Ông đã từng giữ chức Trưởng phòng Cảnh sát Hình sự, rồi Phó Giám đốc Công an thành phố Hà Nội; được phong danh hiệu Anh hùng lực lượng vũ trang nhân dân Việt Nam lúc 32 tuổi (ngày 17/8/1990).
Đỗ Kim Tuyến đã trực tiếp điều tra 50 vụ tội phạm giết người nghiêm trọng, bắt 21 tội phạm (trong đó có 15 tội phạm bị tử hình), khám phá 101 vụ cướp có vũ khí, thu 47 súng, 10 lựu đạn, 30 súng lê AK. Trong 5 năm (1986-1990) ông đã trực tiếp chỉ đạo đội trọng án khám phá 2042 vụ trọng án, trong đó 270 vụ án giết người, bắt 421 tội phạm, khám phá 301 vụ cướp tài sản riêng của công dân, bắt 402 tội phạm, 158 vụ hiếp dâm, bắt 268 tội phạm.
Cuối năm 2009, Chính phủ cơ cấu lại tổ chức của Bộ Công an và thành lập Tổng cục Cảnh sát Phòng chống tội phạm, ông đã được điều động về giữ chức Phó Tổng cục trưởng kiêm Cục trưởng Cục CSĐT tội phạm về TTXH (C45).

## Nhận định cá nhân
| “                          | "Mối quan hệ giữa tội phạm hình sự với tội phạm ma túy, tội phạm kinh tế ngày càng chặt chẽ. Các hành vi tội phạm đan xen lẫn nhau, một số nhóm tội phạm ma túy sử dụng các đối tượng hình sự, kinh tế để đâm thuê chém mướn, bắt giữ người trái pháp luật, giết người thủ tiêu bịt đầu mối, tranh giành quyền lợi trong kinh doanh". | ” |
| — Thiếu tướng Đỗ Kim Tuyến | |   |

Ngày 24/12/2012 ông được phong quân ham Trung tướng.